# バーチャル競艇
バーチャル競艇（バーチャルきょうてい）とは、日本物産が1996年から2001年にかけて発売した、競艇を題材としたゲームソフトのシリーズである。対応機種はセガサターンおよびPlayStation。

## 概要
プレイヤーは競艇用のボートを操作して競艇のレースを行うレースゲームの一種である。どのシリーズも全国モーターボート競走会連合会（現在は解散し、後継は日本モーターボート競走会）公認であり、発売当時実在の競艇選手が実名で登場するのが特徴。

## シリーズ
（　　　）内は発売年。

### セガサターン
- バーチャル競艇 熱狂ペナントレース（1996年）

全国モーターボート競走会連合会公認。バーチャル競艇シリーズの一作目。
- バーチャル競艇2（1997年）

全国モーターボート競走会連合会・日本モーターボート選手会公認。VSモードが追加され2人での対戦が可能。

### PlayStation
- バーチャル競艇98（1998年）

全国モーターボート競走会連合会・日本モーターボート選手会公認。基本的には前述のバーチャル競艇2と同じだが、VSモードが削除された。
- バーチャル競艇99（1999年）

全国モーターボート競走会連合会・日本モーターボート選手会公認。SG名場面集が入っており、1997年度のSG全てを実写で閲覧可能となっている。
- バーチャル競艇2000（2000年）

全国モーターボート競走会連合会・日本モーターボート選手会公認。
- バーチャル競艇21（2001年）

全国モーターボート競走会連合会・日本モーターボート選手会公認。選手ごとに4つのシナリオが用意されている。1600人もの選手が実名で登場する。競艇選手のほか、全国24の競艇場に至るまで発売当時のデータが使用されている。

## 競艇を題材とした他のゲーム
- スーパー競艇シリーズ（スーパーファミコン）

日本物産より発売。
- 実戦競艇（スーパーファミコン）

イマジニアより発売。
- 競艇WARS マクル6（PlayStation）

エンターブレインより発売。未公認ながらファンファーレは実音を使用している。
- SIMPLE1500シリーズVol.87 THE競艇（PlayStation）

ディースリー・パブリッシャーより発売。
- 蛭子能収の大穴競艇（PlayStation）

セタより発売。
- モンキーターンV（PlayStation 2）

バンダイより発売。
…など。